# Non-Stop
Non-Stop és una pel·lícula d'acció i misteri del 2014 dirigida pel català Jaume Collet-Serra i protagonitzada per Liam Neeson, Julianne Moore, Michelle Dockery, Lupita Nyong'o i Scoot McNairy.

## Argument
En Bill Marks (Liam Neeson) és un veterà agent dels Air Marshall dels EUA que està passant per un mal moment: beu més del compte i la seva feina de vigilant en els avions transatlàntics no l'emplena. Tanmateix, en un vol directe de Nova York a Londres, enmig de l'Oceà Atlàntic, Marks comença a rebre missatges de text en el seu mòbil assegurant que algú de l'avió morirà cada 20 minuts si no es paguen 150 milions de dòlars en un compte bancari. La situació es complica encara més quan als 20 minuts exactes de rebre el primer missatge el mateix Marks mata, per accident, l'altre agent de l'avió en servei. A partir d'aquest moment, Marks serà vist més com un segrestador que com un defensor i la investigació del vertader assassí serà encara més difícil.

## Repartiment
| Intèrpret        | Personatge             | Veu en català       |
| ---------------- | ---------------------- | ------------------- |
| Liam Neeson      | Bill Marks             | Joan Carles Gustems |
| Julianne Moore   | Jennifer "Jen" Summers | Alba Solà           |
| Michelle Dockery | Nancy Hoffman          | Eva Lluch           |
| Scoot McNairy    | Tom Bowen              | Daniel Albiac       |
| Nate Parker      | Zack White             | Claudi Domingo      |
| Lupita Nyong'o   | Gwen Lloyd             | Maria Moscardó      |
| Corey Stoll      | Austin Reilly          | Eduard Doncos       |

## Rodatge
El rodatge de la pel·lícula va començar l'1 de novembre de 2012 als York Studios de Maspeth (Queens), Nova York, a l'Aeroport Internacional John F. Kennedy el 7 de desembre de 2012, i a l'Aeroport Long Island MacArthur. Aquesta va ser la primera pel·lícula filmada als York Studios.